# Старые Червища
Старые Червища (укр. Старі Червища) — село в Прилесненской сельской общине Камень-Каширского района Волынской области Украины.
Население по переписи 2001 года составляет 409 человек. Почтовый индекс — 44554. Телефонный код — 3357. Занимает площадь 0,977 км².